# United States Naval Forces Europe-Africa

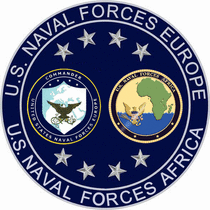
Wappen der United States Naval Forces Europe-Africa

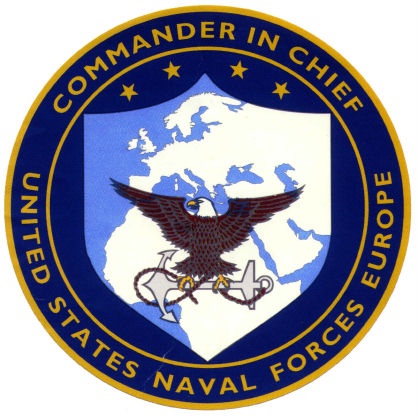
Früheres Wappen des Commander in Chief, US Naval Forces Europe; seit 2002 nur noch Commander, US Naval Forces Europe der United States Naval Forces Europe

Die United States Naval Forces Europe-Africa (NAVEUR-NAVAF) sind ein militärischer Großverband der US Navy und bilden die Marinekomponente des US European Command und des US Africa Command. Am 20. September 2005 wurden die US Naval Forces Europe mit der 6. US-Flotte zusammengelegt. Der Kommandeur der NAVEUR kommandiert seit 2005 die US Naval Forces Europe und das Allied Joint Force Command Naples der NATO, wobei sein Stellvertreter das Kommando über die 6. US-Flotte innehat.
Das Kommando der US Naval Forces Europe-Africa und der 6. US-Flotte befindet sich im militärischen Bereich des Flughafens Neapel-Capodichino (Naval Support Activity Naples).

## Geschichte
Die älteste Präsenz der US Navy in Europa seit 1801 war das „Mittelmeergeschwader“ (Mediterranean Squad). Nach dem Amerikanischen Bürgerkrieg wurde diese 1865 zur European Squadron und 1905 schließlich in die Atlantikflotte eingegliedert. 1917 wurde das Kommando US Naval Forces Operating in European Waters für die Zeit des Ersten Weltkrieges aufgestellt.
1922 wurden dann die US Naval Forces Europe aufgestellt. Die Geschichte des Kommandos bis zum Zweiten Weltkrieg ist nicht genau belegt. Jedoch wurden im März 1942 die Aufgaben des – seit 1940 in London stationierten – „Marine-Sonderbeobachters“ (Special Naval Observer) Vice Admiral Robert L. Ghormley ausgeweitet und er übernahm das Kommando als Commander US Naval Forces Europe (COMNAVEUR). Dieses Kommando wurde aufgestellt, um die Basen der US Navy im Vereinigten Königreich zu betreiben und nachrichtendienstliche Erkenntnisse und Forschungsergebnisse der Alliierten Nachrichtendienste zu sammeln. Zahlreiche Verbindungen wurden zur britischen und anderen Regierungen im Exil geknüpft. Zudem nahm das Kommando an der Planung der Invasionen in Nordafrika (Operation Torch) und Frankreich (Operation Neptune) teil.
Als Admiral Harold R. Stark im April 1942 das Kommando übernahm, wurde ihm zusätzlich das Kommando der 12. US-Flotte übertragen, die in europäischen Gewässern operierte und aus einem Schlachtschiff, zwei Kreuzern, einem Flugzeugträger und sechs Zerstörern bestand.
Nach dem Ende des Zweiten Weltkrieges hatte die US Navy bis zum Herbst 1945 ihre Aufgaben in den besetzten europäischen Ländern erfüllt, alle Marinekräfte waren entwaffnet worden, Kriegsmaterial wurde erfasst, und Häfen wurden wieder in Betrieb gesetzt. Als sich nach und nach der Schwerpunkt verlagerte und das geographische Gebiet vergrößerte, wurde das Kommando im November 1946 umbenannt in Commander US Naval Forces Eastern Atlantic and Mediterranean (COMNELM). Sechs Monate später, im April 1947, wurde der Titel abermals geändert, diesmal in Commander-in-Chief US Naval Forces Eastern Atlantic and Mediterranean (CINCNELM).
Im Dezember 1950 wurde Admiral Robert B. Carney neuer CINCNELM und übernahm im Juni 1951 zusätzlich das Kommando als Commander-in-Chief Allied Forces Southern Europe (CINCSOUTH) der NATO. Das CINCNELM-Hauptquartier wurde daraufhin von London nach Neapel verlegt. Im Juni 1952 wurden die beiden Kommandos jedoch getrennt. Das CINCNELM-Hauptquartier wurde wieder nach London zurückverlegt und Admiral Jerauld Wright übernahm von da an das Kommando, während Carney als NATO-Kommandeur Süd (CINCSOUTH) in Neapel blieb.
Im September 1958 übernahm der damalige Kommandeur Admiral James L. Holloway Jr. zusätzlich das Kommando als US Commander Eastern Atlantic (USCOMEASTLANT). Dieses Kommando versorgte die Teile der US-Atlantikflotte mit nachrichtendienstlichen Erkenntnissen und logistischer Unterstützung, die im europäischen Bereich operierten.
Im Februar 1960 wurde der Titel des Kommandos abermals geändert in Commander-in-Chief US Naval Forces Europe (CINCUSNAVEUR). Der CINCNELM-Titel war seitdem Kommandos im Nahen Osten, von der Türkei und Ägypten bis zum Indischen Ozean, vorbehalten. Obwohl es jedoch getrennte Kommandos waren, waren sie jedoch einem Kommandeur unterstellt. Das CINCNELM-Kommando wurde schließlich am 1. Februar 1964 und das Kommando Commander-in-Chief US Naval Forces Eastern Atlantic bereits am 1. Dezember 1963 aufgelöst. Seitdem war der Titel Commander-in-Chief US Naval Forces Europe & US Commander Eastern Atlantic. Während der folgenden Jahre waren dem Kommandeur vier Kommandos unterstellt: die 6. US-Flotte, Commander Fleet Air Mediterranean, Commander Middle East Force und Commander US Naval Activities United Kingdom. Wegen der wachsenden Bedeutung in der Region des Persischen Golfs wurde Commander Middle East Force am 1. Oktober 1983 dem Kommandeur der US Naval Forces Central Command (NAVCENT), der Marinekomponente des US-Oberkommandos für den Nahen Osten (US Central Command), unterstellt.
Die beiden Kommandos CINCSOUTH und CINCNAVEUR wurden abermals von einer einzigen Person, Admiral William J. Crowe, Jr., kommandiert, als dieser am 1. Januar 1983 zusätzlich den Posten des CINCNAVEUR übernahm. Crowe blieb in seinem NATO-Hauptquartier in Neapel. Der vormalige Kommandeur Ronald J. Hays verblieb in London und wurde zum stellvertretenden CINCNAVEUR und behielt zudem den Titel des US Commander Eastern Atlantic. Das Hauptquartier der US Naval Forces Europe verblieb aber in London und Crowe übte seine Kommando an beiden Orten aus. Der Posten des US Commander Eastern Atlantic wurde dann am 28. Februar 1989 unter Admiral James B. Busey wieder dem Kommando CINCSOUTH und CINCNAVEUR angegliedert.
Am 9. April 1997 wurde schließlich der Titel des US Commander Eastern Atlantic aufgegeben, da er für das Unterstellungsverhältnis zum Kommandeur der US-Atlantikflotte nicht mehr nötig war. Fünf Jahre später, im Jahre 2002, wurde das Kommando abermals umbenannt in Commander US Naval Forces Europe. Am 15. März 2004 wurden dann die Allied Forces Southern Europe durch das Allied Joint Force Command Naples (JFC Naples) ersetzt. Im August 2005 wurden die Hauptquartiere zusammengelegt und sind nun im NATO-Sitz in Neapel angesiedelt.
Am 20. September 2005 wurden dann die US Naval Forces Europe mit der 6. US-Flotte zusammengelegt. Der Kommandeur der NAVEUR kommandiert also seit 2005 die US Naval Forces Europe und das JFC Naples, wobei sein Stellvertreter das Kommando über die in Gaeta, Italien, stationierte 6. US-Flotte innehat.
Am 1. Oktober 2007 wurde das United States Africa Command (AFRICOM) aufgestellt und ist seit dem 1. Oktober 2008 aktiv. Die United States Naval Forces Africa und die United States Naval Forces Europe teilen sich dabei die Strukturen und Ressourcen.

## Verantwortungsbereich
Der Verantwortungsbereich (area of responsibility) der 6. US-Flotte und damit auch der US Naval Forces Europe besteht aus fast dem halben Atlantik, vom Nordpol bis zur Antarktis, sowie die Adria, die Ostsee, die Barentssee, das Schwarze Meer, das Kaspische Meer, das Mittelmeer und die Nordsee sowie den südöstlichen Atlantik und den südwestlichen Indischen Ozean.

## Leitung
In der Geschichte der US Navy in Europa unterlag das Oberkommando aller US-Navy-Kräfte vielen Veränderungen. Zudem bekleideten viele US-Kommandeure gleichzeitig Funktionen bei der NATO. Im Folgenden sind alle Kommandeure inklusive der wechselnden Kommandeurstitel aufgelistet:
| Name                    | Beginn der Berufung | Ende der Berufung | Kommandeurstitel |
| ----------------------- | ------------------- | ----------------- | --- |
| Stuart Munsch           | 27. Juni 2022       | ---               | Commander US Naval Forces Europe & Commander US Naval Forces Africa & Commander Allied Joint Force Command Naples |
| Robert P. Burke         | 17. Juli 2020       | 27. Juni 2022     | Commander US Naval Forces Europe & Commander US Naval Forces Africa & Commander Allied Joint Force Command Naples |
| James G. Foggo III.     | 20. Oktober 2017    | 17. Juli 2020     | Commander US Naval Forces Europe & Commander US Naval Forces Africa & Commander Allied Joint Force Command Naples |
| Michelle J. Howard      | 7. Juni 2016        | 20. Oktober 2017  | Commander US Naval Forces Europe & Commander US Naval Forces Africa & Commander Allied Joint Force Command Naples |
| Mark E. Ferguson III.   | 22. Juli 2014       | 7. Juni 2016      | Commander US Naval Forces Europe & Commander US Naval Forces Africa & Commander Allied Joint Force Command Naples |
| Bruce W. Clingan        | 24. Februar 2012    | 22. Juli 2014     | Commander US Naval Forces Europe & Commander US Naval Forces Africa & Commander Allied Joint Force Command Naples |
| Samuel J. Locklear III. | Oktober 2010        | 24. Februar 2012  | Commander US Naval Forces Europe & Commander US Naval Forces Africa & Commander Allied Joint Force Command Naples |
| Mark P. Fitzgerald      | 30. November 2007   | Oktober 2010      | Commander US Naval Forces Europe & Commander Allied Joint Force Command Naples seit 1. Oktober 2008 zusätzlich Commander US Naval Forces Africa nach Aktivierung des United States Africa Command (AFRICOM).                         |
| Henry G. Ulrich III.    | 23. Mai 2005        | 30. November 2007 | Commander US Naval Forces Europe & Commander Allied Joint Force Command Naples |
| Michael G. Mullen       | 8. Oktober 2004     | 23. Mai 2005      | Commander US Naval Forces Europe & Commander Allied Joint Force Command Naples |
| Gregory G. Johnson      | Oktober 2001        | 8. Oktober 2004   | Commander-in-Chief US Naval Forces Europe & Commander-in-Chief Allied Forces Southern Europe seit Oktober 2002 Commander US Naval Forces Europe und seit März 2004 Commander Allied Joint Force Command Naples                       |
| James O. Ellis          | Oktober 1998        | Oktober 2001      | Commander-in-Chief US Naval Forces Europe und Commander-in-Chief Allied Forces Southern Europe |
| T. Joseph Lopez         | Juli 1996           | Oktober 1998      | Commander-in-Chief US Naval Forces Europe und Commander-in-Chief Allied Forces Southern Europe & US Commander Eastern Atlantic am 9. April 1997 wurde der Titel des US Commander Eastern Atlantic aufgegeben                         |
| Leighton W. Smith, Jr.  | April 1994          | Juli 1996         | Commander-in-Chief US Naval Forces Europe und Commander-in-Chief Allied Forces Southern Europe & US Commander Eastern Atlantic |
| Jeremy M. Boorda        | Dezember 1991       | April 1994        | Commander-in-Chief US Naval Forces Europe und Commander-in-Chief Allied Forces Southern Europe & US Commander Eastern Atlantic |
| Jonathan T. Howe        | Mai 1989            | Dezember 1991     | Commander-in-Chief US Naval Forces Europe und Commander-in-Chief Allied Forces Southern Europe & US Commander Eastern Atlantic |
| James B. Busey IV.      | März 1987           | Mai 1989          | Commander-in-Chief US Naval Forces Europe und Commander-in-Chief Allied Forces Southern Europe seit Februar 1989 zusätzlich US Commander Eastern Atlantic                                                                            |
| Arthur S. Moreau, Jr.   | November 1985       | Dezember 1986     | Commander-in-Chief US Naval Forces Europe und Commander-in-Chief Allied Forces Southern Europe |
| Lee Baggett, Jr.        | Mai 1985            | November 1985     | Commander-in-Chief US Naval Forces Europe und Commander-in-Chief Allied Forces Southern Europe |
| William N. Small        | Mai 1983            | Mai 1985          | Commander-in-Chief US Naval Forces Europe und Commander-in-Chief Allied Forces Southern Europe |
| William J. Crowe, Jr.   | Januar 1983         | Mai 1983          | Commander-in-Chief US Naval Forces Europe und Commander-in-Chief Allied Forces Southern Europe (NATO) |
| Ronald J. Hays          | September 1980      | Januar 1983       | Commander-in-Chief US Naval Forces Europe & US Commander Eastern Atlantic von Januar bis März 1983 stellvertretender Commander-in-Chief US Naval Forces Europe                                                                       |
| Joseph P. Moorer        | August 1977         | September 1980    | Commander-in-Chief US Naval Forces Europe & US Commander Eastern Atlantic |
| David H. Bagley         | Mai 1975            | August 1977       | Commander-in-Chief US Naval Forces Europe & US Commander Eastern Atlantic |
| Harold E. Shear         | Mai 1974            | Mai 1975          | Commander-in-Chief US Naval Forces Europe & US Commander Eastern Atlantic |
| Worth H. Bagley         | August 1973         | Mai 1974          | Commander-in-Chief US Naval Forces Europe & US Commander Eastern Atlantic |
| William F. Bringle      | Juni 1971           | August 1973       | Commander-in-Chief US Naval Forces Europe & US Commander Eastern Atlantic |
| Waldemar F.A. Wendt     | Juli 1968           | Juni 1971         | Commander-in-Chief US Naval Forces Europe & US Commander Eastern Atlantic |
| John S. McCain, Jr.     | Mai 1967            | Juli 1968         | Commander-in-Chief US Naval Forces Europe & US Commander Eastern Atlantic |
| John S. Thach           | März 1965           | Mai 1967          | Commander-in-Chief US Naval Forces Europe & US Commander Eastern Atlantic |
| Charles D. Griffin      | Juni 1963           | März 1965         | Commander-in-Chief US Naval Forces Europe, Commander-in-Chief US Naval Forces Eastern Atlantic & US Commander Eastern Atlantic Am 1. Dezember 1963 wurde das Kommando Commander-in-Chief US Naval Forces Eastern Atlantic aufgelöst. |
| David L. McDonald       | April 1963          | Juni 1963         | Commander-in-Chief US Naval Forces Europe, Commander-in-Chief US Naval Forces Eastern Atlantic & US Commander Eastern Atlantic |
| Harold P. Smith         | Februar 1960        | April 1963        | Commander-in-Chief US Naval Forces Eastern Atlantic and Mediterranean, US Commander Eastern Atlantic & Commander-in-Chief US Naval Forces Europe                                                                                     |
| Robert L. Dennison      | März 1959           | Februar 1960      | Commander-in-Chief US Naval Forces Eastern Atlantic and Mediterranean & US Commander Eastern Atlantic |
| James L. Holloway Jr.   | Februar 1958        | März 1959         | Commander-in-Chief US Naval Forces Eastern Atlantic and Mediterranean & Commander Subordinate Command US Atlantic Fleet seit September 1958 US Commander Eastern Atlantic                                                            |
| Walter F. Boone         | Mai 1956            | Februar 1958      | Commander-in-Chief US Naval Forces Eastern Atlantic and Mediterranean & Commander Subordinate Command US Atlantic Fleet |
| J.H. Cassady            | März 1954           | Mai 1956          | Commander-in-Chief US Naval Forces Eastern Atlantic and Mediterranean & Commander Subordinate Command US Atlantic Fleet |
| Jerauld Wright          | Juni 1952           | März 1954         | Commander-in-Chief US Naval Forces Eastern Atlantic and Mediterranean seit August 1953 zusätzlich Commander Subordinate Command US Atlantic Fleet (USLANTFLT)                                                                        |
| Robert B. Carney        | Dezember 1950       | Juni 1952         | Commander-in-Chief US Naval Forces Eastern Atlantic and Mediterranean |
| Richard L. Connolly     | April 1947          | Dezember 1950     | Commander-in-Chief US Naval Forces Eastern Atlantic and Mediterranean |
| Richard L. Connolly     | September 1946      | April 1947        | Commander US Naval Forces Europe seit November 1946 Commander US Naval Forces Eastern Atlantic and Mediterranean |
| H. Kent Hewitt          | August 1945         | September 1946    | Commander US Naval Forces Europe |
| Harold R. Stark         | April 1942          | August 1945       | Commander US Naval Forces Europe |
| Robert L. Ghormley      | März 1942           | April 1942        | Commander US Naval Forces Europe |
| Robert L. Ghormley      | August 1940         | März 1942         | Special Naval Observer |